# گروه دخترانه
گروه دخترانه (به انگلیسی: Girl group) گروه موسیقی است که در آن چندین خواننده زن حضور دارند و با هم هماهنگ هستند.
گروه‌های دخترانه در اواخر دههٔ ۱۹۵۰ میلادی به عنوان دستهٔ خوانندگان جوان در همکاری با ترانه‌سرایان و تهیه‌کنندگان موسیقی پشت پرده به منظور خلق تک‌آهنگ‌ها که اغلب شامل محصولات خوش‌نما و حمایت‌شونده توسط موسیقی‌دانان استودیویی برتر بودند، پدیدار شدند. در دوره‌های اخیر الگوی گروه دخترانه به دیسکو، آراندبی معاصر، و قالب‌های بر پایهٔ کانتری و نیز پاپ گفته می‌شود.
در اینجا تمایزی با بندهای دخترانه که در آن زنان ساز نیز می‌نوازند در نظر گرفته می‌شود، گرچه این واژه‌ به‌طور جهانی به کار نمی‌رود.